# Eierleset

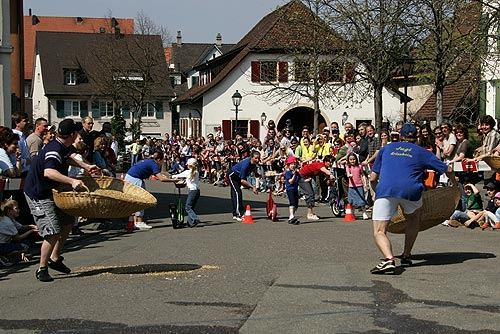
Fänger und Werfer beim „Eierleset“

Der Eierleset (auch Eierläset, Eierlesen, Eierauflesen) ist ein alter Frühlingsbrauch, der heutzutage meist von örtlichen Turnvereinen überwiegend in der Nordwestschweiz (Kantone Aargau, Solothurn und Basel-Landschaft) ausgerichtet und in unterschiedlichen Formen praktiziert wird. Obwohl der Eierleset in den meisten Gemeinden am Weissen Sonntag (dem Sonntag nach Ostern) stattfindet, hat er keinerlei religiöse Bezüge. Das Ei als Symbol der Fruchtbarkeit steht hierbei im Mittelpunkt. Versinnbildlicht wird das Erwachen der Natur – der Sieg des Frühlings über den Winter. Dem Eierleset kommt der deutsche Remlinger Eierlauf am nächsten. Am Bodensee wird in Dettingen-Wallhausen alle 10 Jahre das Eierlesefest veranstaltet. Das Eierwerfen bzw. der Wettkampf ist dort Teil des historischen Theaterstückes.

## Geschichte
Der Eierleset soll an ein Fruchtbarkeitsritual aus dem 12. bis 13. Jahrhundert erinnern, wobei das Ei als Symbol für Naturerwachen, Wachstum und Neuanfang auch schon vorchristlichen Kulturen vertraut war. Eine andere Erklärung für seine Entstehung verweist auf die Fastenzeit. Eier – früher als Fastenspeise verboten – waren nach Ostern im Überfluss vorhanden und mussten rasch verzehrt werden.
Aus Basel stammt ein Beleg von 1556, demzufolge zwei Stadtoriginale auf dem Petersplatz ein Eierleset ausgetragen haben sollen. Die Bedeutung des Brauchs war schon vor 170 Jahren so gross, dass eine Radierung von einem „Eieraufleset“ in die Schweizerische Nationalbibliothek aufgenommen wurde. Das Werk entstand um 1840; Ort und Künstler sind allerdings unbekannt.
Sogar während des Zweiten Weltkriegs wurde das Eierlesen möglichst beibehalten. Da Eier aber rationiert waren, behalf man sich mit Kartoffeln oder Eierbriketts. Für die „Leser“ wurde es dadurch einfacher, da dieser Eierersatz nicht so leicht zerbrechen konnte. Die Regeln des Eierlest wurden allerdings immer wieder im Laufe der Zeit abgeändert und modernisiert. So wurde das Spiel für die Zuschauer attraktiver gestaltet, indem beispielsweise der Langstreckenläufer (als Gegner des „Lesers“), der ja für die Zuschauer grösstenteils nicht sichtbar war, wegfiel.
Die Verbreitung beschränkte sich damals und auch heute allerdings nicht nur auf die Schweiz; es existieren auch Belege für Tirol, Deutschland (beispielsweise Schleswig-Holstein) und sogar Wallonien sowie Südfrankreich.

## Die zwei Varianten des Eierlesets

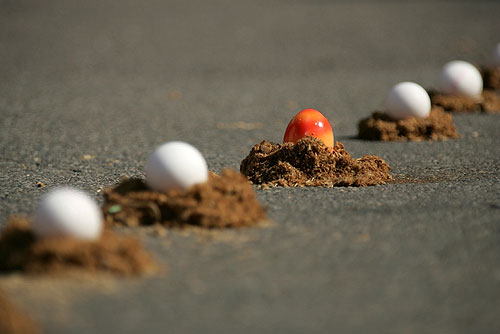
„Eierbahn“ mit gefärbtem Ei

Die heutige Form des Eierlesets kann grundsätzlich in zwei Varianten unterteilt werden: In einigen Orten wird der Brauch unter Mitwirkung von aufwändig kostümierten Figuren durchgeführt; die Mehrzahl pflegt dagegen einen rein sportlichen Wettkampf. In den Details gibt es jedoch viele Unterschiede – beispielsweise bei den „Eierbahnen“ (eine oder zwei, parallel oder rechtwinklig zueinander angeordnet), der Anzahl ausgelegter Eier, des Materials, in dem sie ruhen (Sägemehl, Korn, eigens dafür gefertigte Holzblöcke mit Einbuchtungen), der Bezeichnung der gegeneinander antretenden Gruppen (Winter und Frühling oder Winter und Sommer), der Art der Fangbehälter (spreugefüllte Körbe oder Leintücher), der Anzahl Fänger und Eierläufer oder der Distanz der Wurflinie (drei bis zwanzig Meter) zum Fangbehältnis. In Einzelfällen gibt es auch nur einen Läufer pro Bahn.

## Vorbereitungen
Die Vorbereitungen beginnen bei der Variante mit Maskengestalten schon lange vor dem Festtag. Etliche Kostüme müssen ausgebessert werden, da sie bei den Scheinkämpfen arg in Mitleidenschaft gezogen worden sind. Einige Verkleidungen werden ohnehin jedes Jahr neu angefertigt, denn das Material für den „Stächpälmler“ oder „Tannästler“ muss frisch gesammelt und verarbeitet werden. Auch wird die „Eierpredigt-Kanzel“ zwischen vier kräftigen Bäumen beim Dorfbrunnen errichtet. Viel Vorbereitungsarbeit wird auch in die Abfassung der „Eierpredigt“ selbst investiert. Hierbei handelt es sich um eine Art „Schnitzelbank“, die am Schluss der Veranstaltung durch den „Eierpfarrer“ verkündet wird. Stiche und Seitenhiebe gehen dabei vor allem an die Gemeinderäte, aber auch an einige Mitbürger des Dorfs.

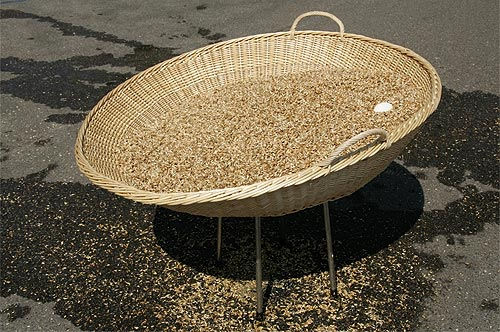
Fangkorb mit Spreu

Am Tag vor dem Weissen Sonntag werden Tannenbäume herbeigeschafft, die, geschmückt mit bunten Bändern und verbunden mit Tannenkränzen, an den Dorfeingängen als Triumphbogen aufgestellt werden. Die benötigten frischen Eier werden erst kurz vor dem Fest beschafft. Meist gehen Mitglieder des Turnvereins von Tür zu Tür und bitten um Eierspenden. Dieser Heischebrauch wird in Dintikon als „Gageln“ bezeichnet und findet ebenfalls am Samstag nach Ostern statt. Die sechzehn bis zwanzigjährigen Jünglinge erbitten mit einem unüberhörbaren „GaGaGa“ Eier- oder auch Geldspenden. Einwohner, die nichts geben, finden am nächsten Morgen eine Handvoll Spreu vor ihrer Haustür. In anderen Orten werden die Eier von Sponsoren zur Verfügung gestellt und in Effingen erwirbt man als Zugangsberechtigung eine Plakette, durch die das aufwändige Geschehen mitfinanziert wird.
Am Sonntagmorgen wird dann die Eierbahn vorbereitet. In Effingen werden dabei auf einer Länge von 80 Metern entlang der Dorfstrasse in Abständen von einem Meter paarweise Sägemehlhäufchen gestreut, auf die insgesamt 162 Eier (immer neunmal zwei weisse rohe und einmal zwei farbige gekochte) gelegt werden. Am unteren Ende der beiden Eierreihen wird zwischen zwei Tännchen eine mit Spreu gefüllte Kornwanne als Fangbehältnis aufgestellt.

## Der Wettkampf

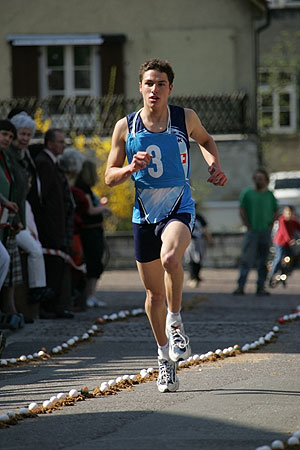
Ein Läufer (auch „Eierbub“ genannt) auf dem Weg zum Ende der Eierbahn

Da der Übergang vom Winter zum Frühling nicht ohne Kampf vonstattengeht, nehmen am Eierleset zwei gegnerische Parteien teil, die diese beiden Jahreszeiten repräsentieren. Jede Gruppe wiederum besteht aus mehreren Läufern und einem oder zwei Fängern. Nach dem Startschuss rennt pro Gruppe ein Läufer bis zum entferntesten Ei seiner Bahn, hebt es auf und kehrt zur Start- beziehungsweise Wurflinie zurück. Von dieser aus wirft er das Ei in eine Wanne oder einem Fänger zu, der es mit einem Korb aufzufangen versucht. Trifft er das Behältnis oder fängt es der Fänger, rennt der nächste Läufer aus seiner Gruppe zum zweitletzten Ei los. Fällt das Ei zu Boden und zerbricht, muss derselbe Läufer die ganze Strecke bis zum betreffenden Sägemehlhaufen noch einmal zurücklegen, darf dieses Mal jedoch kein Ei mitnehmen. Bei jedem zehnten, farbig bemaltem Ei ist zudem eine Spezialaufgabe zu lösen (beispielsweise muss die Strecke auf einem Rollbrett zurückgelegt oder ein anderer Läufer in einer Schubkarre transportiert werden). Diejenige Gruppe gewinnt, die zuerst das letzte aller Eier im Auffangbehälter deponiert hat. In vielen Orten wird jedoch zum Schluss korrigierend eingegriffen, um sicherzustellen, dass der Frühling gewinnt.
In einigen Gemeinden des Kantons Aargau gibt es die Variante, in der zusätzlich aufwändig gestaltete Maskenfiguren mitwirken. Sie sind dem Winter (die „Dürren“) oder dem Frühling (die „Grünen“) zugeordnet. Zwischen ihnen kommt es, während die Läufer unterwegs sind, zu derben symbolhaften Auseinandersetzungen.
Zu den „dürren“ Figuren gehören:

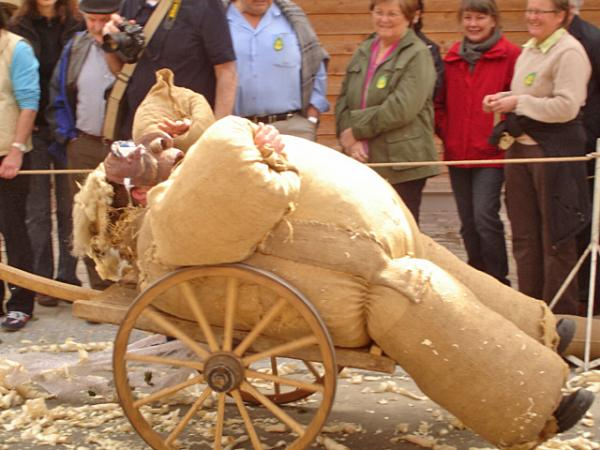
Der besiegte „Straumuni“

- der Straumuni, ein mit Stroh vollgestopfter „Erdklotz“;[1]
- der Hobelspänler, über und über mit möglichst „lockigen“ Hobelspänen bedeckt;[5]
- der Schnäggehüsler, der mit leeren Schneckenhäusern bekleidet ist;[6]
- der Alte und die Alti, sie machen zwar zuweilen einen „lebensmüden“ Eindruck, greifen aber dennoch beherzt in den „Kampf“ ein als Zeichen einer letzten Auflehnen gegen die fortschreitende Zeit;
- der Verführer rannte früher schreiend und angriffslustig dem „jungen Fräulein“ nach, bis es Tritte und Schläge hagelte.[7]

Zu den „grünen“ Figuren gehören:

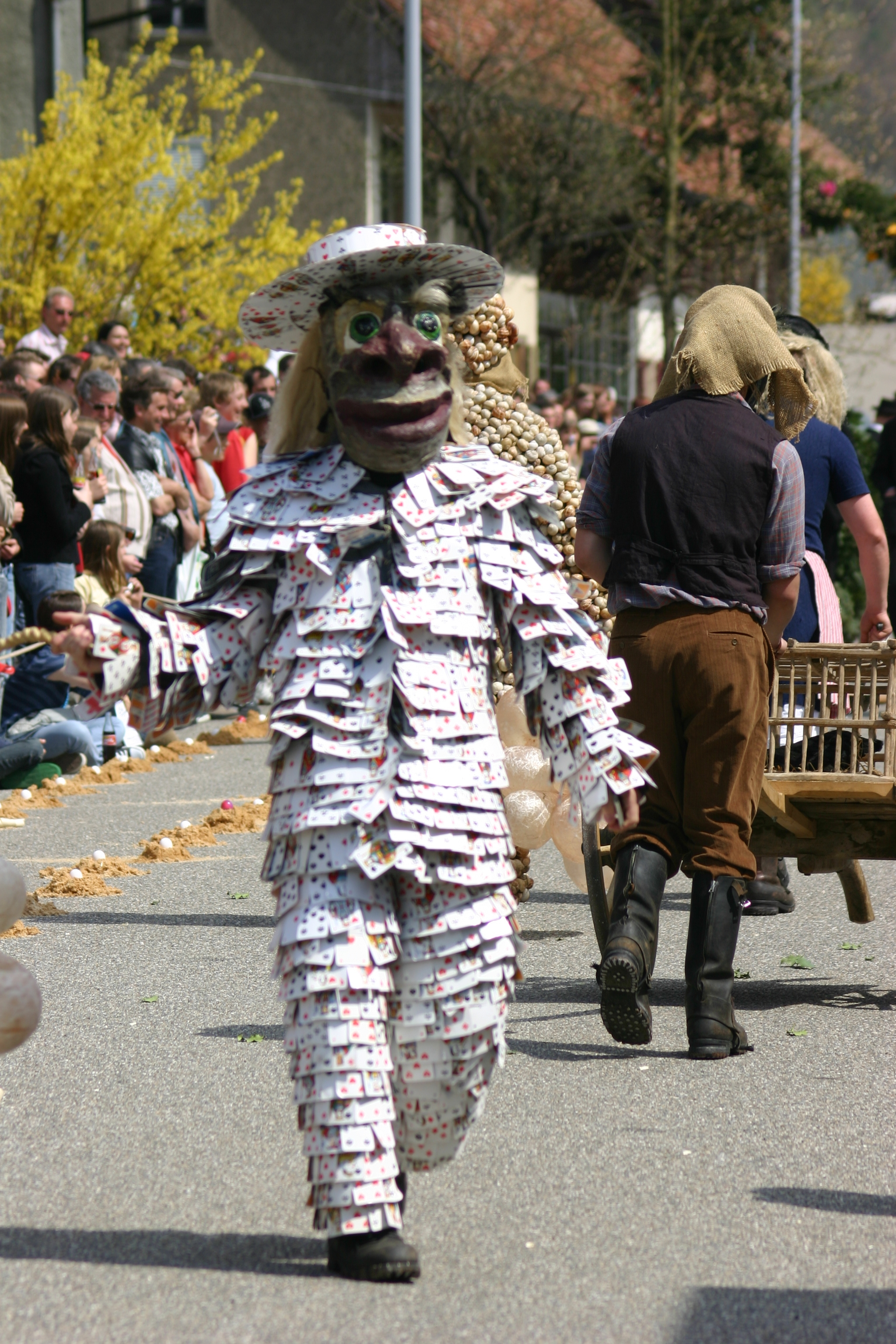
Der mit Spielkarten verkleidete „Jasschärtler“

- der Tannästler, als Symbol für den immergrünen Wald;
- der Stechpälmler, der Strauch, den auch der Winter nicht besiegen kann;
- der Jasschärtler, eine mit Spielkarten bekleidete Figur[6] als Verkörperung der ewigen Spielfreude des Menschen (vielleicht auch gedacht als „Trumpfbuur“, der alle sticht);
- der junge Herr und das junge Fräulein als verliebtes „Hochsetspäärli“;
- der Hüehnermaa, schrille Jauchzer ausstoßend, schiebt er ein Wägelchen mit einer Henne darin.[7]

Zu den neutralen Figuren gehören:
- der Polizischt, (früher: Landjäger und mit einem Krummsäbel bewaffnet)[7] als ordnende Macht versucht er, den Kampf zwischen den Naturgewalten zu schlichten;
- der Pfaarer, als Vertreter der Moral, der in der „Eierpredigt“ die Dorfmissetaten rügt, aber auch Wohltaten lobt.[1]

Trotz vieler Übereinstimmungen gibt es auch bei den Figuren Variationen. In Auenstein treten beispielsweise für den Frühling mehrere Clowns, zwei „Afrikaner“ und ein Affe auf. Zum Winter gehören dort unter anderem ein Feuerwehrmann und der Teufel.
Das „Treichelgeläute“ der Kuhglocken und das Geheul, das die Maskierten von sich geben, gehört zum Lärm, mit dem man die bösen Wintergeister vertreiben will. Während der beziehungsweise die Läufer auf ihren Bahnen unterwegs sind oder eine bestimmte Wegstrecke zurücklegen müssen, kommt es neben ihnen zu wüsten Szenen. „Grüne“ und „Dürre“ liefern sich heftige (Schein-)Gefechte. Eine edlere Stufe des Kampfes findet dagegen in Effingen statt und ist der Wettstreit zwischen dem Läufer und dem „Riiter“, wobei Ersterer den Frühling und der Reiter den Winter verkörpert. Erst wenn der Läufer das letzte Ei in die Spreuwanne geworfen hat, setzt auch das Tun der Figuren aus (der Kampf mit dem „Straumuni“ bildet dabei den Abschluss) und der Reiter kehrt zurück. Um dem Sieg des Frühlings über den Winter gerecht zu werden, muss der Reiter den Kampf (wenn oft auch sehr knapp) verlieren, weil er der jungen, aufblühenden Kraft des Frühlings nicht mehr gewachsen ist. Während des Kampfes schlägt die „Alte“ Eier in die Pfanne und bestreicht, da sie selbst unfruchtbar ist, besonders die jungen Mädchen (oder boshafterweise die alten Jungfern, was heute der schönen Kleider wegen nur symbolisch geschieht).

### Nach dem Wettkampf
In vielen Gemeinden wird nach dem Wettbewerb ein sogenannter „Eiertätsch“ (Eierspeise) zubereitet, der innerhalb des Vereins oder zusammen mit der Bevölkerung verzehrt wird. In Effingen hält der Eierpfarrer zuvor noch seine Eierpredigt. In Oeschgen wird diese Schnitzelbank „Eiertätsch“ genannt und behandelt ebenfalls Dorfgeschehnisse in Versform.
In Auenstein findet nach dem Eierleset erst eine Beizentour und am Abend ein „Spiegeleierfrass“ der Mitwirkenden statt. Die Verlierergruppe vom Nachmittag zahlt dabei als Busse einen „Fünfliber“. In einem Wettessen wird ermittelt, wer die meisten Spiegeleier verzehren kann. Zudem muss jeder in Begleitung erscheinen, andernfalls wird eine Flasche Weisswein oder fünfzehn Franken als Strafe fällig. Tags darauf wird in Auenstein aufgeräumt, die restlichen Eier gekocht und dann beim „Dickeierfrass“ verzehrt. Auch das Verzehren der Eier hat einen symbolischen Charakter; so soll die Kraft des Eis, dieses Symbols der Fruchtbarkeit, auf die Essenden übergehen.